# Pukawica
Pukawica [pronunciación en polaco: /pukaˈvit͡sa/] es una aldea ubicada en el distrito administrativo de Gmina Zelów, dentro del condado de Bełchatów, voivodato de Łódź, en el centro de Polonia. Se encuentra a unos 4 kilómetros al sur de Zelów, 14 kilómetros al noroeste de Bełchatów, y a 43 kilómetros al suroeste de la capital regional Łódź.